# Forlì del Sannio

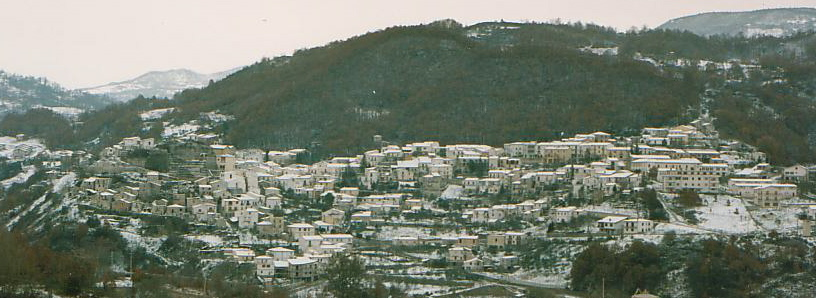
Panorama von Forlì del Sannio

Forlì del Sannio ist eine italienische Gemeinde (comune) in der Provinz Isernia in der Region Molise und hat 632 Einwohner (Stand 31. Dezember 2023). Die Gemeinde liegt etwa 11,5 Kilometer nordnordwestlich von Isernia am Nationalpark Abruzzen, Latium und Molise.

## Gemeindepartnerschaften
Forlì del Sannio unterhält eine Partnerschaft mit der französischen Gemeinde Rives im Département Isère.

## Verkehr
In der Gemeinde trifft die Strada Statale 86 Istonia von Vasto auf die Strada Statale 17 dell'Appennino Abruzzese e Appulo Sannitica von Foggia nach Antrodoco.